# تثبیت‌کننده (شیمی)
در شیمی صنعتی تثبیت کننده ماده شیمیایی است که برای جلوگیری از تجزیه شیمیایی استفاده می‌شود.

Representative stabilizers
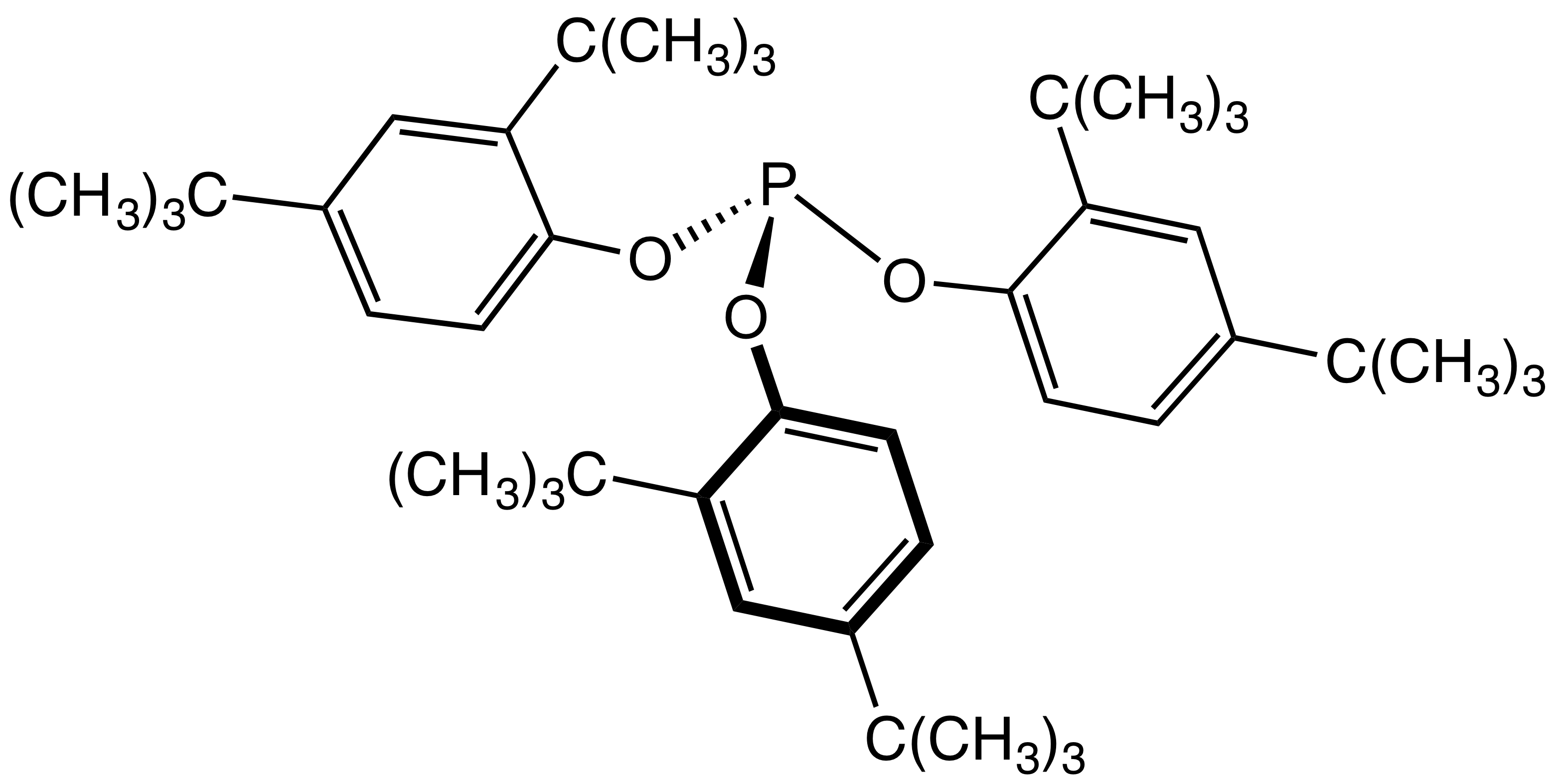
تریس(۲٬۴-دی-ترت-بوتیل فنیل)فسفیت یک تثبیت کننده پرکاربرد در پلیمرها است.
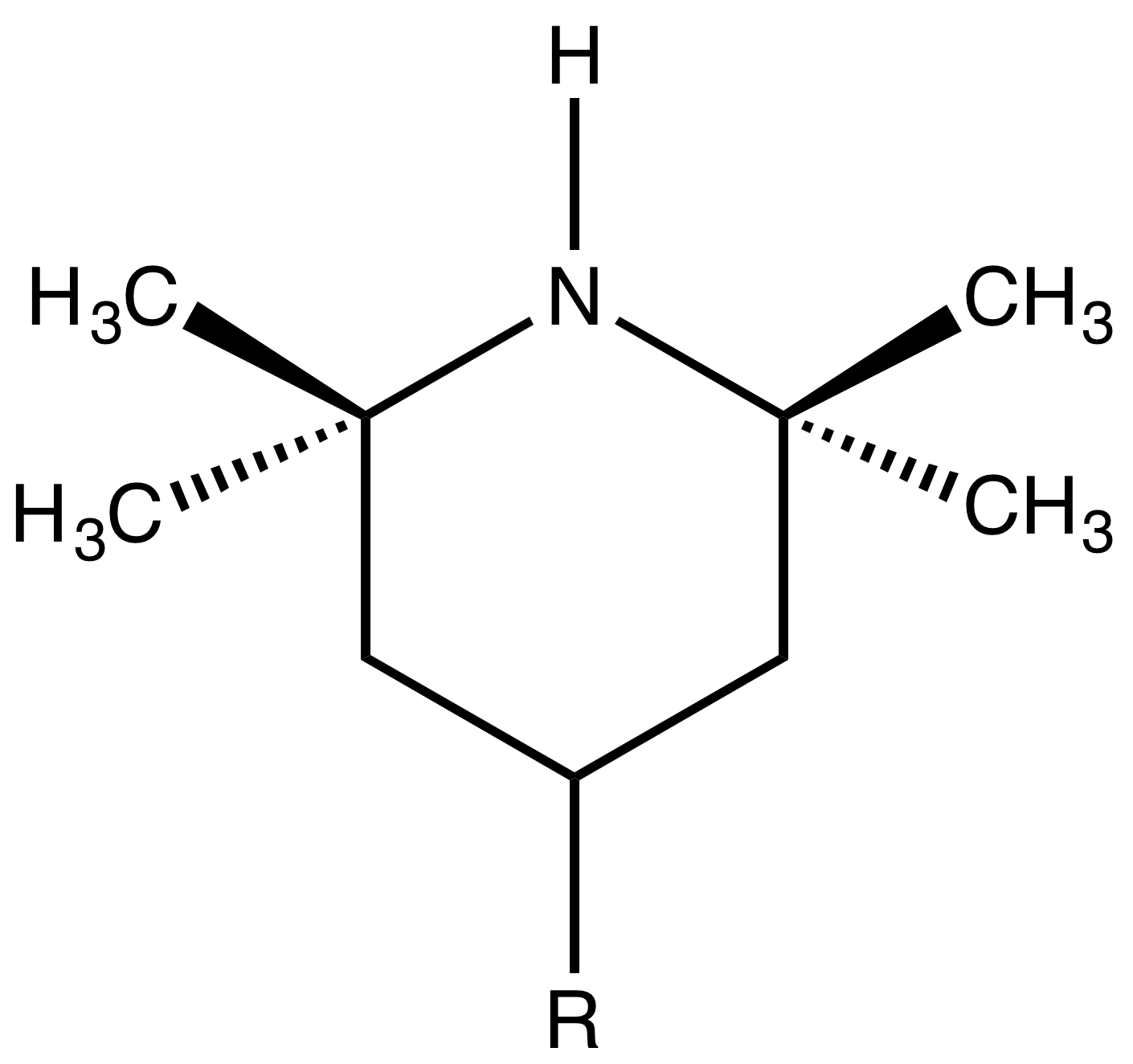
ساختار جزئی تثبیت کننده‌های نور آمین مانع معمولی، که به طور گسترده برای محافظت از رنگ‌های خودرو در برابر تخریب توسط نور UV استفاده می‌شود.
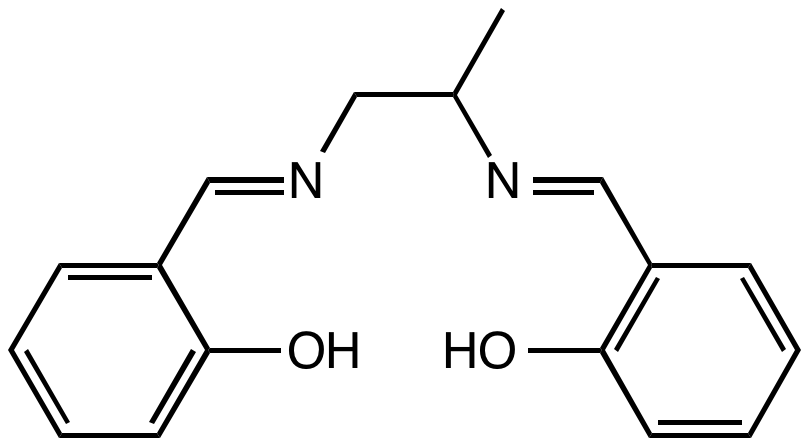
Salpn یک غیرفعال کننده فلز معمولی است که به عنوان یک افزودنی سوخت برای سرکوب فرآیندهای اکسیداسیون که منجر به صمغ و مواد جامد می‌شود استفاده می‌شود. غیرفعال کننده‌های فلزی مانند salpn کمپلکس‌های پایداری با فلزات تشکیل می‌دهند و فعالیت کاتالیزوری آنها را سرکوب می‌کنند.

## بررسی
تثبیت کننده‌های گرما و نور به پلاستیک‌ها اضافه می‌شوند زیرا پردازش ایمن را تضمین می‌کنند و از محصولات در برابر پیری و هوا محافظت می‌کنند. گرایش به سمت سیستم‌های سیال، گلوله‌ها و افزایش استفاده از مستربچ‌ها است. تثبیت کننده‌های تک کاره، دو منظوره و چند منظوره وجود دارد. از نظر اقتصادی، مهم‌ترین گروه‌های محصول در بازار برای تثبیت‌کننده‌ها، ترکیبات مبتنی بر کلسیم (کلسیم روی و ارگانوکلسیم)، تثبیت‌کننده‌های سرب و قلع و همچنین پایدارکننده‌های مایع و سبک (HALS، بنزوفنون، بنزوتریازول) هستند. تثبیت کننده‌های مبتنی بر کادمیوم در سال‌های گذشته به دلیل نگرانی‌های بهداشتی و زیست‌محیطی تا حد زیادی ناپدید شدند.

## پلیمرها
برخی از انواع تثبیت کننده‌ها عبارتند از:
- آنتی‌اکسیدان‌ها از خوداکسیداسیون مواد جلوگیری می‌کنند و به ۳ شکل اولیه می‌آیند.
  - جاذب‌های اکسیژن (عمدتاً استرهای فسفیت مانند تریس (۲،4-di-tert-butylphenyl)phosphite) معمولاً در طول پردازش اولیه پلاستیک استفاده می‌شوند.
  - جاذب کننده‌های رادیکال پایدار از اکسیداسیون نوری پلیمرها جلوگیری کرده یا آن را کند می‌کنند. به‌طور سنتی اینها فنل‌های آلکیله شده مانند هیدروکسی تولوئن بوتیله هستند، اما اکنون شامل تثبیت کننده‌های نور آمین مانع (HALS) نیز می‌شوند.
  - آنتی اوزون‌ها از تخریب پلیمرهای ناشی از ازن (ترک خوردگی ازن) جلوگیری می‌کند یا به تعویق می‌اندازد.
- جداکننده‌ها، تشکیل کمپلکس‌های کلات و غیرفعال کردن آثار یون‌های فلزی که در غیر این صورت به عنوان کاتالیزور عمل می‌کنند.
- تثبیت کننده‌های فرابنفش برای محافظت از پلیمرها در برابر اثرات اشعه ماوراء بنفش استفاده می‌شود و به ۲ نوع اصلی می‌رسد.
  - جاذب‌های UV که اساساً مانند کرم‌های ضدآفتاب عمل می‌کنند
  - خاموش کننده‌ها، که انرژی تشعشع را به عنوان گرما به جای اینکه اجازه دهند پیوندهای شیمیایی بشکند، پراکنده می‌کنند. اغلب نمک‌های آلی نیکل، به عنوان مثال فنولات‌های نیکل

## رنگ‌ها
- امولسیفایرها و سورفکتانت‌ها برای تثبیت امولسیون ها[نیازمند منبع][ نیازمند منبع ]

## خوراک
در خوراک‌ها، تثبیت کننده‌ها از فساد مواد خوراکی جلوگیری می‌کنند. گروه‌های تثبیت‌کننده‌های مواد غذایی شامل امولسیفایرها، غلیظ‌کننده‌ها و عوامل ژل‌کننده، تثبیت‌کننده‌های کف، مرطوب‌کننده‌ها، عوامل ضدزنگ و عوامل پوشش‌دهنده هستند.